# Funzione (ingegneria)
La parola funzione  nell'ingegneria e nella teoria dei sistemi assume un significato principale utilizzato anche nel linguaggio comune, si può esprimere come "la proprietà necessaria fisica o astratta del sistema o del processo orientata all'obiettivo" (Gadomski, 1988).
Infatti, una funzione è la proprietà relativa, dipende dall'utente  o dal costruttore, è può essere realizzata tramite diversi processi.
Ad esempio, non tutti gli attributi in un processo nucleare di generazione di calore sono attributi necessari per una funzione di generazione di calore con un determinato obiettivo (goal). Inoltre, come si osserva,  un processo selezionato può essere portatore (carrier) di molte funzioni e, a sua volta, una funzione può essere una proprietà di sistemi differenti di processi.
Si ha che le relazioni tra goals e goals-functions sono di tipo causa/effetto, quelle funzioni-processi sono invece proprietà/portatore e, infine, quelle tra sistemi sono di sintesi/decomposizione.
In certe situazioni (progettazione, identificazione), quando lo richiede la complessità del problema, è importante disporre di una tabella formale che riporti gli indici di relazione tra obiettivi, funzioni, processi  e sistemi
(SPG Approach Archiviato il 4 novembre 2007 in Internet Archive.).
Nella teoria dei sistemi socio-cognitivi  si intende la proprietà che risulta dal ruolo che è assegnato ad un elemento di un aggregato sistemico: questo potrebbe essere un dispositivo in una apparecchiatura, una persona in un ufficio o in una squadra operativa, un reparto in una fabbrica o una unità in una divisione militare.
In fisica, le funzioni, nel senso ingegneristico, non esistono perché non esiste il concetto "obiettivo". Se cambiamo lo scopo/obiettivo nell'uso/applicazione di un oggetto, lo stesso può perdere o acquisire nuove funzioni senza cambiarne nessuna proprietà fisica. Concludendo, secondo della meta-theory TOGA (Top-down Object-based Goal-oriented Approach), se non conosciamo l'obiettivo, non si può parlare di funzioni.